# Chapmans looftiran
De Chapmans looftiran (Pogonotriccus chapmani; synoniem: Phylloscartes chapmani) is een zangvogel uit de familie Tyrannidae (tirannen). Deze vogel is genoemd naar de Amerikaanse ornitholoog Frank Michler Chapman.

## Verspreiding en leefgebied
Deze soort is endemisch in Venezuela en telt twee ondersoorten:
- P. c. chapmani: zuidelijk Venezuela.
- P. c. duidae: zuidoostelijk Venezuela.

## Status
De grootte van de populatie is niet gekwantificeerd maar de soort wordt omschreven als schaars. Op de Rode lijst van de IUCN heeft deze soort de status niet bedreigd.